# Taifun Conson (2004)
Taifun Conson (WMO-Bezeichnung: 0404, JTWC-Bezeichnung: 07W, PAGASA-Name: Frank) war der erste von rekordbrechenden zehn Taifunen, die während der pazifischen Taifunsaison 2004 Auswirkungen auf Japan hatten. Consun bildete sich Anfang Juni 2004 aus einem tropischen Tiefdruckgebiet in der Nähe der nördlichen Philippinen und wanderte langsam nordwärts. Sich stetig intensivierend erreichte der Sturm spät am 7. Juni Taifunstärke nach den Kriterien des Joint Typhoon Warning Centers und einige Stunden später auch nach den Angaben der Japan Meteorological Agency.
Nachdem der Taifun sich nach Nordosten wandte, streifte er Taiwan und erreichte mit zehnminütigen Windgeschwindigkeiten von 150 km/h am 9. Juni seine größte Intensität. Nach dem Erreichen seines Höhepunktes, schwächte sich der Taifun kontinuierlich ab und zog über Okinawa hinweg, bevor er am nächsten Tag zum tropischen Sturm zurückgestuft wurde. Kurz nach dem Landfall am 11. Juni in der Präfektur Kōchi wurde Conson außertropisch. Das außertropische Resttief zog weiter in nordöstlicher Richtung und wurde bei der Überquerung der Datumsgrenze am 14. Juni das letzte Mal erwähnt. Auf den Philippinen, auf Okinawa, Taiwan und in Japan brachte der Sturm heftige Regenfälle und starke Windböen mit sich. Überflutungen verursachten auf den Philippinen 30 gemeldete Todesopfer, der Sachschaden war ansonsten gering.

## Sturmverlauf

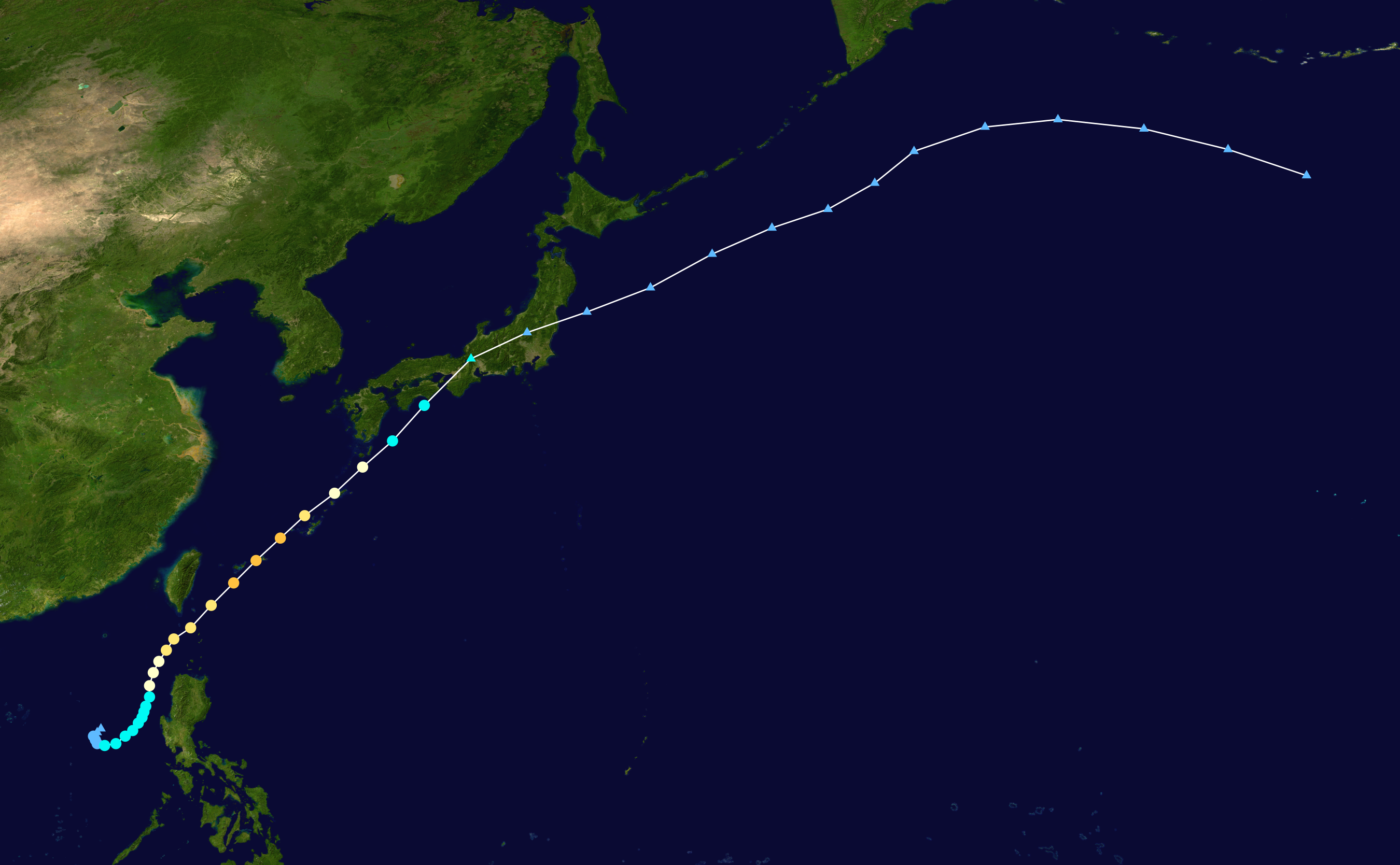
Zugbahn des Taifuns

Früh am 4. Juni begann das Joint Typhoon Warning Center (JTWC) mit der Beobachtung eines Tiefdruckgebietes mit atmosphärischer Konvektion, das sich etwa 780 km südsüdöstlich von Hongkong befand. Im Tagesverlauf, nachdem sich das System deutlich entwickelt hatte, bezeichnete das JTWC das System als Tropisches Tiefdruckgebiet 07W und zur selben Zeit begann die Japan Meteorological Agency (JMA) mit der Beobachtung des Systems als tropisches Tiefdruckgebiet. Das System wanderte langsam nach Südosten und intensivierte sich dabei stetig. Es wurde um 12:00 Uhr UTC des nächsten Tag von den US-Marine-Meteorologen als tropischer Sturm klassifiziert. Etwa zu diesem Zeitpunkt gelangte der Sturm in das Verantwortungsgebiet der Philippine Atmospheric, Geophysical and Astronomical Services Administration und erhielt den Namen Frank. Vierundzwanzig Stunden später erreichte 07W seine größte Annäherung an die Philippinen und zog etwa 295 km entfernt an Manila vorbei. Einige Stunden später klassifizierte auch die JMA das System als tropischen Sturm und vergab den Namen Conson, der von Vietnam vorgeschlagen wurde. Es ist der Name eines malerischen Ortes in diesem Staat, der für den Berg, den Kiefernwald, Flussläufe und mehrere historische Bauten bekannt ist.
Ein Rücken mit Lage über dem Zentrum der Philippinen veranlasste Conson dazu, nach Norden abzudrehen. Dabei intensivierte sich der Sturm weiter und nach den Kriterien des JTWCs erreichte Conson am 7. Juni um 18:00 UTC die Stärke eines Taifuns. Die JMA stufte Consun zwölf Stunden später ebenfalls als Taifun ein. Ein etwa 28 km durchmessendes Auge bildete sich, als der Wirbelsturm sich dem Nordosten zuwandte. Die operativen Prognosen gingen bis zu diesem Zeitpunkt von einem Landfall im Süden Taiwans aus, doch die Wendung nach Nordosten verschonte die Insel vor einem direkten Treffer. Kurz darauf stufte das JTWC den Taifun in die Kategorie zwei der Saffir-Simpson-Hurrikan-Windskala hoch, der einminütige andauernde Windgeschwindigkeiten von 155 km/h erreichte. Das Auge erschien im weiteren Verlauf etwas disorganisiert und die Wolkenoberdecke um das Zentrum erwärmte sich, am nächsten Tag reorganisierte sich der Taifun allerdings und wurde vom JTWC in die Kategorie drei eingestuft, da die einminütigen andauernden Windgeschwindigkeiten 185 km/h erreichten. Die Intensivierung war das Ergebnis des Einflusses eines sich nähernden Troges und verstärkter polwärts gerichteter Ausströmung. Es war etwa zu diesem Zeitpunkt, dass das System den Verantwortungsbereich von PAGASA verließ und deswegen die Meteorologen in Manila ihre letzte Warnung vor dem Wirbelsturm veröffentlichten.

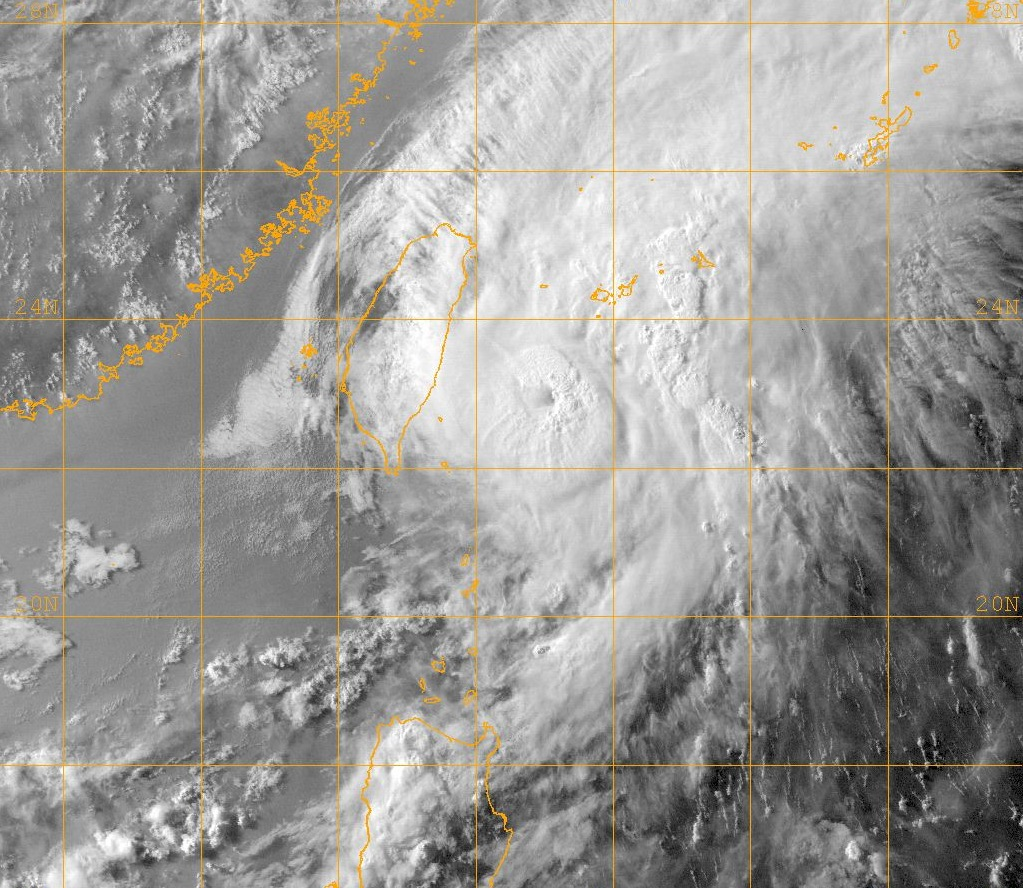
Taifun Conson etwa zum Zeitpunkt seiner größten intensität am 9. Juni

Weil Conson über das warme Wasser des Kuroshio hinwegzog, intensivierte sich der Taifun. Da der Taifun auf den Einfluss einer baroklinischen Zone reagierte, nahm die Vorwärtsgeschwindigkeit zu. Kurze Zeit später stellte die JMA fest, dass Conson seine Spitzenintensität mit zehnminütigen Windgeschwindigkeiten von 150 km/h und einem minimalen Luftdruck im Zentrum von 960 hPa (mbar) erreicht hat. Im Tagesverlauf zog der Taifun über Okinawa hinweg und verlor an Kraft. Am 10. Juni begann Taifun Conson mit dem Übergang zu einer außertropischen Zyklone. Da die Zuggeschwindigkeit weiter zunahm, wurde das Tiefdruckzentrum von der Schauertätigkeit und Gewitteraktivität am südlichen Rand der Zirkulation freigestellt. Gegen 12:00 UTC fielen Zirkulation und Konvektion voneinander, was einige Stunden später bei JMA und JTWC zur Abstufung des Taifuns zu einem tropischen Sturm führte.
In der Frühe des 11. Junis berichtete das JTWC, dass der Sturm gerade so südlich von Japan vollständig außertropisch geworden sein. Die JMA führte Conson noch bis nach dem Landfall in der Präfektur Kōchi als minimaler tropischer Sturm und reklassifizierte das System über Land zum außertropischen Sturm. Dieser zog weiter nach Nordosten, blieb jedoch schwach und wurde das letzte Mal in den Hochseewetterwarnungen erwähnt, als er am 14. Juni in der Nähe der Aleuten die internationale Datumsgrenze überquerte.

### Unterschiede zwischen den Sturmwarnzentren
Die Japan Meteorological Agency verwendet zehnminütige andauernde Winde, während das Joint Typhoon Warning Center einminütige Windgeschwindigkeiten zur Beurteilung der Schwere eines Sturmes heranzieht. Der rechnerische Umwandlungsfaktor zwischen beiden Verfahren beträgt 1,14. Die von der JMA ermittelte zehnminütige Spitzenwindgeschwindigkeit Consons betrug 150 km/h, das entspricht einer einminütigen Windgeschwindigkeit von 160 km/h. Die vom JTWC ermittelte einminütige Spitzenwindgeschwindigkeit liegt bei 185 km/h beziehungsweise umgewandelt in zehnminütige Windgeschwindigkeiten 155 km/h. Das Nationale Meteorologische Zentrum von China schätzte die Spitzenwindgeschwindigkeit auf 150 km/h (zehnminütig) bzw. 160 km/h (einminütig).

## Vorbereitungen und Auswirkungen

### Philippinen

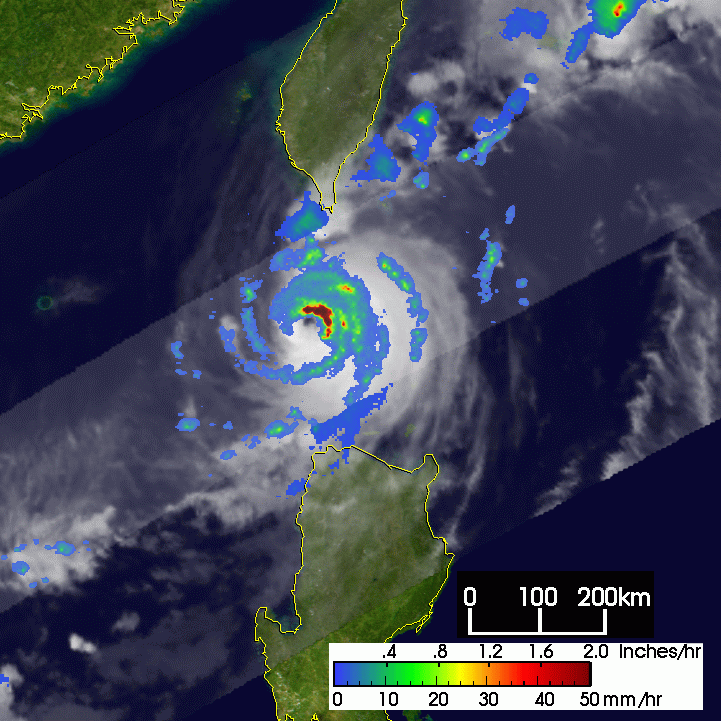
TRMM-Satellitenbild von Taifun Conson am 8. Juni

Am 7. Juni setzte die Philippine Atmospheric, Geophysical and Astronomical Services Administration Public Storm Signal No. 1 für den größten Teil von Luzon. Als sich Conson in einen Taifun verstärkte, wurde für den Norden Luzons das Public Storm Signal No. 3 gesetzt und der Schulbetrieb in der betroffenen Region wurde eingestellt. Als der Taifun an den Philippinen vorbeizog, lud er dort Starkregen ab, der 333,8 mm in Iba erreichte. In Manila kam es zu begrenzten Überflutungen und Stromausfällen. Aufgrund der durch die Regenfälle verursachten Überflutungen wurden in Luzon 30 Tote gemeldet. Allerdings ist die Zahl der Toten ungewiss, da die World Meteorological Organization in ihrem Saisonbericht angab, dass es keine durch Conson verursachten Opfer gegeben habe. Abgesehen von den Überflutungen wurden nur geringe Sachschäden gemeldet.

### Taiwan und Hongkong
Für Taiwan wurde Warnungen von starken Winden und schweren Regenfällen ausgegeben. Schulen und Geschäfte blieben im Süden am 9. und 10. Juni geschlossen, als der Taifun vorüberzog. Einige innerstaatliche Flüge wurden gestrichen. Der Eisenbahn- und Fährverkehr wurde vor dem Eintreffen des Sturmes eingestellt. Da sich Conson was zeitweise näher als 800 km befand, wurde in Hongkong Sturmbereitschaft ausgelöst. Allerdings kam es in Hongkong sturmbedingt nur zu einigen vereinzelten Schauern. Die Behörden Taiwans überprüften auf der Insel am 8. Juni die Fluttore und stellten dabei fest, dass 68 von ihnen fehlten. Da die Wasserbauexperten auf der Insel darauf hinwiesen, dass dadurch unnötiger Schaden drohe, wurden bis zum 9. Juni 42 der fehlenden Fluttore ersetzt. Fischkutter kehrten während des Sturms in die Häfen zurück. Ein Krisenstab wurde gebildet, um während und nach dem Durchzug des Taifuns Such- und Rettungsmaßnahmen zu koordinieren. Der vom Taifun verursachte Regen erreicht den Höchstwert bei 262,5 mm im Landkreis Ilan. Auf Taiwan verursachte der Sturm nur geringen Sachschaden, eine Person wurde leicht verletzt. Obwohl der Sturm auf der Insel teilweise starke Niederschläge verursachte, reichte die Regenmenge nicht aus, um die Dürre in den südlichen Inselteilen zu beenden.

### Japan

TRMM-Satellitenaufnahme von Conson am 10. Juni beim Übergang zu einer außertropischen Zyklone

Auf dem Weg nach Nordosten zog Conson auf Okinawa zu, sodass dort vor der Annäherung des Sturms Schulen geschlossen wurden und der Personennahverkehr unterbrochen wurde. Die Japan Meteorological Agency warnte die Bewohner vor Starkregen und starkem Wind. Eine Marinebasis der United States Navy in Okinawa wurde bei der Annäherung des Sturmes in Alarmbereitschaft versetzt, da Windgeschwindigkeiten von 50 Knoten erwartet wurden. Vor dem Eintreffen des Sturmes fielen auf den Inseln teilweise mehr als 250 mm Regen. Der Starkregen, der auf Naha 212,5 mm erreichte, führte zu Überflutungen und Erdrutschen. Die höchsten andauernden Winde der Inseln wurden auf Tarama-shima mit 137 km/h und die stärksten Böen auf Miyako-jima mit 185 km/h aufgezeichnet. Zwar ging Consun während der Zeit seiner Auswirkungen auf Japan bereits in eine außertropische Zyklone über, verursachte dort dennoch heftige Niederschläge und starken Wind auf Kyūshū. Die höchste Niederschlagsmenge dort mit 277,5 mm und Windböen von 146 km/h wurde in Tanegashima aufgezeichnet, die stärkste andauernde Windgeschwindigkeit mit 109 km/h wurde in Murotomisaki aufgezeichnet.